# Corsa allo spazio

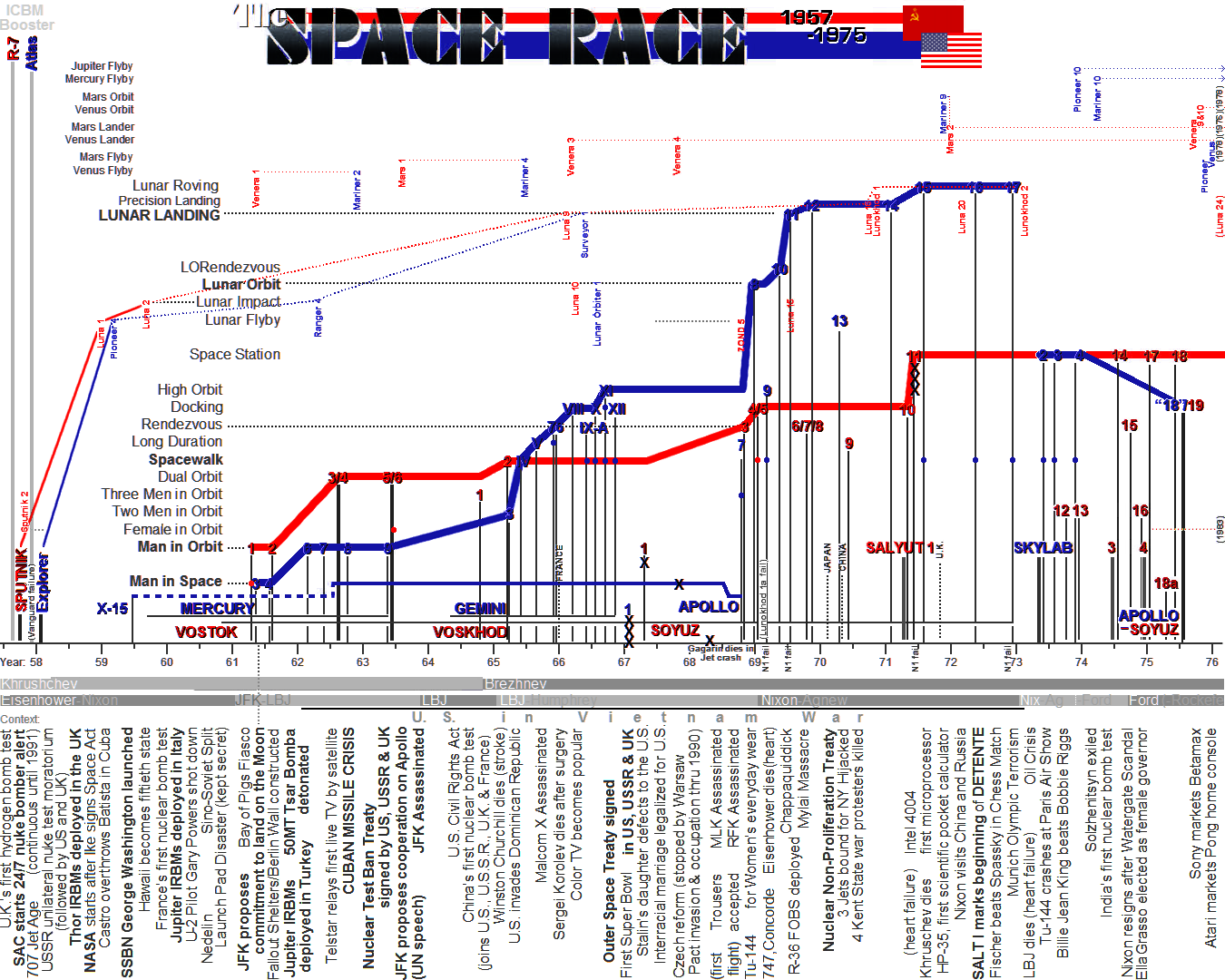
Principali tappe della corsa allo spazio del 1957-1975.

La prima era spaziale (talvolta detta anche corsa allo spazio) è allo stesso tempo un capitolo dell'esplorazione spaziale del Novecento e uno degli aspetti che assunse la guerra fredda tra Stati Uniti e Unione Sovietica. Le due superpotenze si sfidarono nella rincorsa a sempre maggiori successi spaziali nel lancio di missili, satelliti, nella conquista della Luna e di pianeti del sistema solare, nel periodo compreso all'incirca tra il 1957 e il 1975, cercando di prevalere l'uno sull'altro.
Per quanto le radici affondino nelle prime tecnologie missilistiche e nelle tensioni internazionali che seguirono la seconda guerra mondiale, la corsa allo spazio incominciò dopo il lancio del satellite sovietico Sputnik 1 il 4 ottobre 1957. Il termine è analogo alla corsa agli armamenti. Essa divenne una parte importante della rivalità culturale, tecnologica e ideologica tra Stati Uniti e Unione Sovietica durante la guerra fredda. La tecnologia spaziale divenne un'importante arena per questo conflitto a distanza, sia per le potenziali applicazioni militari, in ambito di trasporto di testate nucleari, sia per i benefici derivanti dalla propaganda ideologica.

## Contesto storico

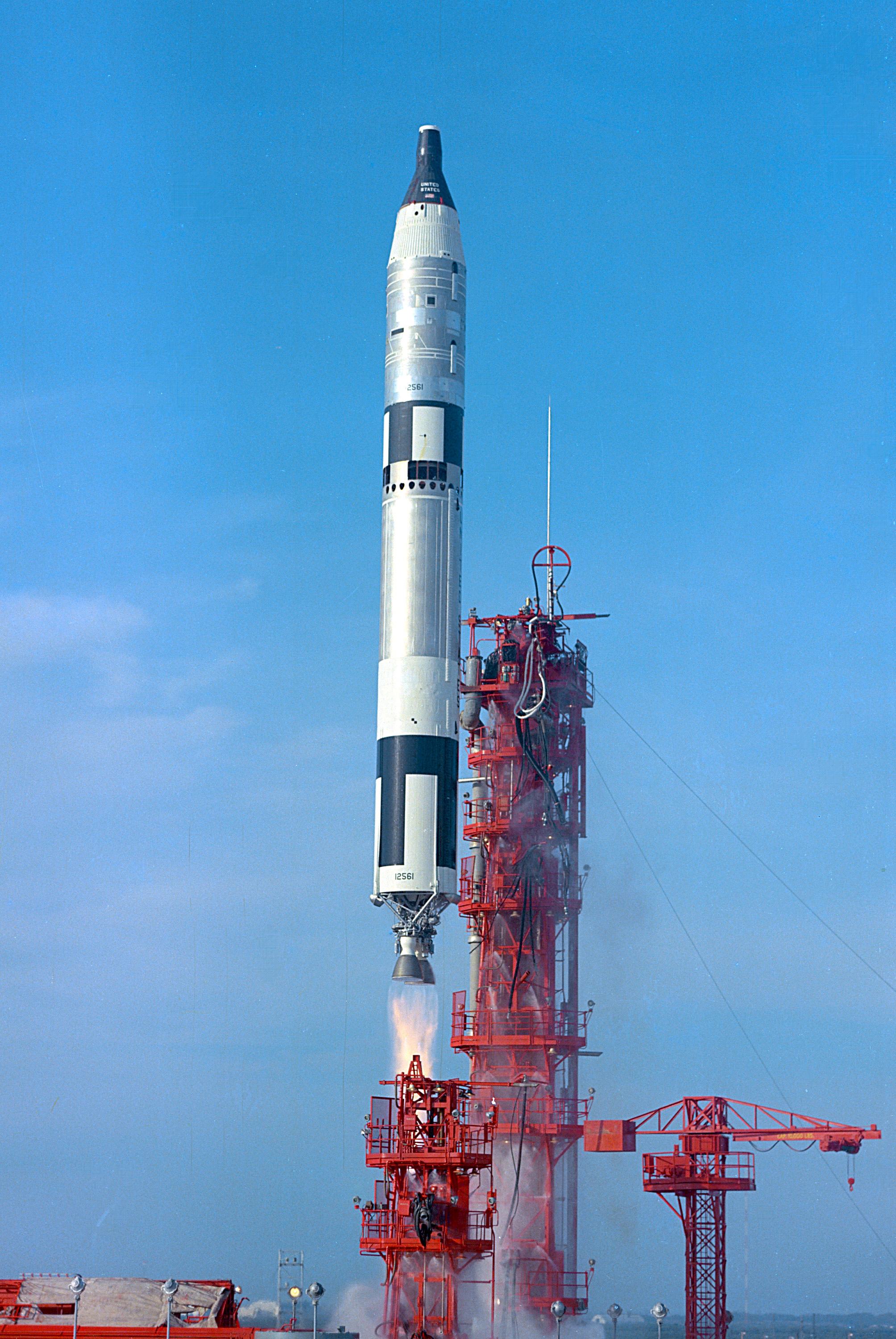
I razzi Titan II furono impiegati nel lancio di 12 capsule Gemini negli anni sessanta

I razzi interessarono per secoli gli scienziati. I cinesi li usarono come armi fin dall'XI secolo, e dei rudimentali razzi furono utilizzati come armi nel XIX secolo. Lo scienziato russo Konstantin Ciolkovskij (1857-1935) teorizzò nel 1880 dei razzi con diversi stadi alimentati a carburante liquido che potessero raggiungere lo spazio. Attraverso la sua equazione dei razzi, che determinava la velocità di volo, stabilì le basi della scienza missilistica e viene ancora utilizzata nel progetto dei moderni razzi. Tsiolkovsky scrisse anche la prima descrizione teorica di un satellite artificiale costruito dall'uomo. Tuttavia solo nel 1926 lo scienziato statunitense Robert Goddard progettò un razzo a combustibile liquido realizzabile in pratica. 

### Contributi tedeschi
A metà degli anni venti del Novecento gli scienziati tedeschi incominciarono a effettuare esperimenti con razzi spinti da propellenti liquidi in grado di raggiungere altezze relativamente elevate. Nel 1932 la Reichswehr, predecessore della Wehrmacht, incominciò a interessarsi nella missilistica per le armi di artiglieria a lungo raggio. Wernher von Braun, un aspirante scienziato missilistico allievo di Hermann Oberth, si unì agli sforzi e sviluppò tali armi per i nazisti da impiegare nella seconda guerra mondiale. Von Braun prese in prestito molta ricerca originale di Goddard, studiando e migliorando i suoi razzi.
Il missile A-4 tedesco, lanciato nel 1942, divenne il primo proiettile a raggiungere lo spazio. Nel 1943 la Germania incominciò la produzione del suo successore, il razzo V-2, con una portata di 300 km e una testata di 1000 kg. La Wehrmacht lanciò migliaia di V-2 sulle nazioni alleate provocando enormi danni e ingenti perdite umane.
I V-2 tuttavia furono ancora più mortali per i lavoratori forzati impiegati nella loro produzione: ne morirono in maggiore numero nel campo di concentramento di Mittelbau-Dora rispetto al numero delle vittime degli attacchi.
Al termine della guerra i militari e gli scienziati statunitensi, britannici e sovietici gareggiarono nella cattura di tecnologie e personale addestrato dall'installazione missilistica tedesca a Peenemünde. Mentre britannici e sovietici ebbero alcuni successi, gli statunitensi riuscirono a trarre i maggiori benefici tramite l'operazione Paperclip, conducendo un grande numero di scienziati missilistici tedeschi (molti dei quali membri del Partito Nazista, tra cui Von Braun, padre del programma spaziale statunitense) negli Stati Uniti.

### Le radici della guerra fredda
Dopo la guerra, gli Stati Uniti e l'Unione Sovietica si serrarono in una guerra fredda costituita principalmente da operazioni di spionaggio e propaganda. L'esplorazione spaziale e la tecnologia dei satelliti artificiali confluirono in questa competizione su entrambi i fronti: l'equipaggiamento satellitare poteva infatti spiare una nazione nemica mentre i successi spaziali potevano invece propagandare le capacità scientifiche acquisite e il potenziale militare. Gli stessi missili che erano in grado di inviare un uomo in orbita o colpire un particolare punto della Luna potevano anche inviare un'arma nucleare su una città nemica. Gran parte dello sviluppo tecnologico richiesto per i viaggi spaziali era applicato anche ai missili militari come i missili balistici intercontinentali. Analogamente alla corsa agli armamenti, i progressi spaziali vennero interpretati come un indicatore delle capacità economiche e tecnologiche, dimostrando la superiorità dell'ideologia appartenente a una data nazione. La tecnologia spaziale è infatti a duplice uso, essendo in grado di essere utilizzata sia per obiettivi pacifici sia militari.

## Satelliti artificiali

### Sputnik

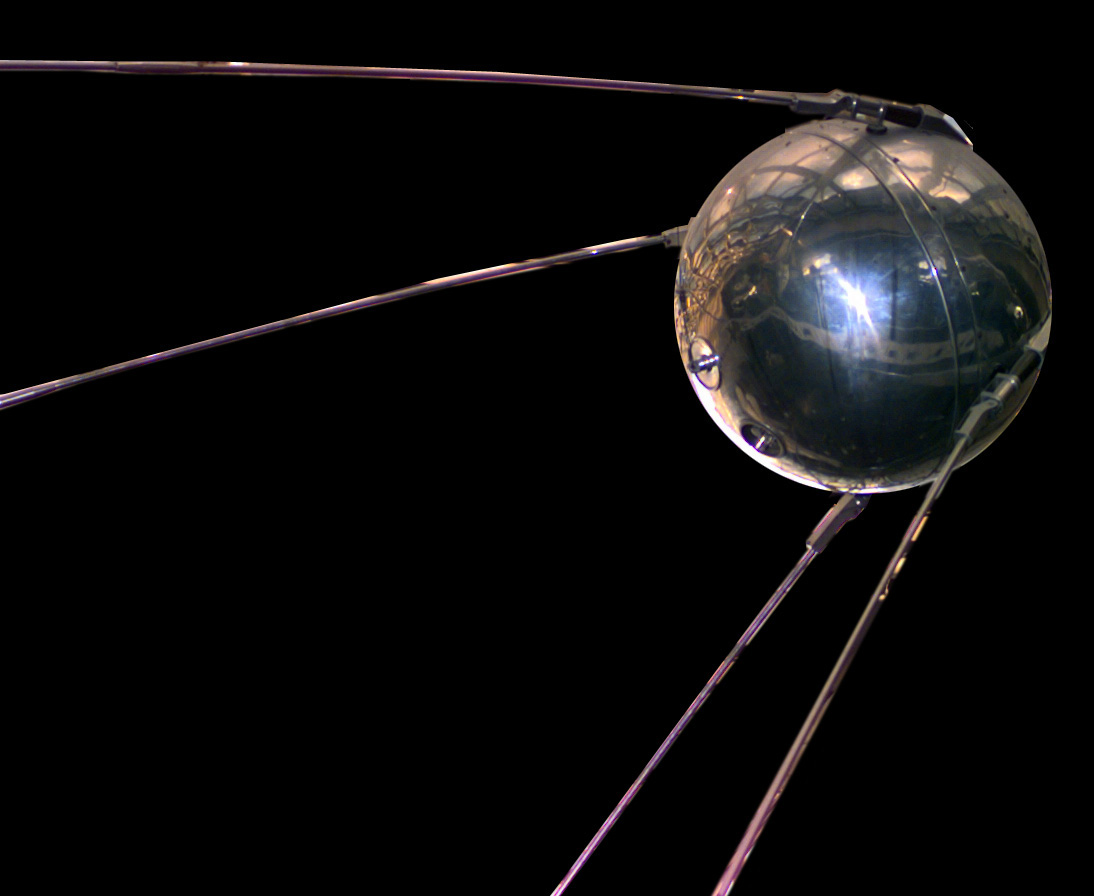
Sputnik 1 pesava poco più di 80 kg e orbitò attorno alla Terra per più di due mesi

Il 4 ottobre 1957 l'Unione Sovietica (URSS) lanciò con successo lo Sputnik 1, il primo satellite artificiale a essere messo in orbita attorno alla Terra. Questa data segnò l'inizio della corsa allo spazio. A causa delle implicazioni militari ed economiche, lo Sputnik provocò timori e dibattiti politici agitati negli Stati Uniti, che incitarono l'amministrazione Eisenhower ad approvare diverse iniziative, tra cui la costituzione della NASA. In quel periodo, il lancio dello Sputnik venne visto nell'Unione Sovietica come un importante segno delle capacità scientifiche e ingegneristiche della nazione.
Nell'Unione Sovietica il pubblico seguì con grande interesse il lancio e il seguente programma di esplorazione spaziale. Per una nazione che si stava riprendendo dalla devastazione della guerra fu molto importante e di grande incoraggiamento vedere la prova dei progressi tecnici della nuova epoca.
Prima dello Sputnik, lo statunitense medio pensava che gli Stati Uniti fossero leader in tutti i campi tecnologici. In risposta allo Sputnik, gli Stati Uniti fecero degli sforzi enormi per recuperare questa superiorità tecnologica, tra cui il rinnovamento dei programmi scolastici. Nel ventunesimo secolo, questo fenomeno è stato denominato crisi Sputnik.
Circa quattro mesi dopo il lancio dello Sputnik 2, gli Stati Uniti lanciarono il loro primo satellite, l'Explorer I (31 gennaio 1958), anche se a Cape Canaveral si susseguirono molti lanci falliti.
I primi satelliti furono utilizzati anche per scopi scientifici: lo Sputnik aiutò a determinare la densità dell'atmosfera superiore e i dati di volo dell'Explorer portarono alla scoperta delle fasce di Van Allen dallo stesso James Van Allen.

## Creature viventi nello spazio

### Animali
I moscerini della frutta lanciati dagli Stati Uniti su dei razzi V-2 tedeschi catturati nel 1946 furono i primi esseri viventi inviati nello spazio per studi scientifici. Il cane Laika fu il primo animale a orbitare intorno alla terra. Viaggiò nello Sputnik 2 sovietico nel 1957 che però non previde il rientro sulla Terra dell'animale, il cui corpo bruciò con la capsula nel rientro atmosferico. Nel 1960 i cani sovietici Belka e Strelka orbitarono attorno alla Terra e ritornarono con successo. Il programma spaziale statunitense importò degli scimpanzé africani e ne inviò almeno due nello spazio prima di lanciare il primo veicolo con equipaggio. L'Unione Sovietica lanciò delle tartarughe nel 1968 sulla sonda Zond 5, che divennero i primi animali a volare attorno alla Luna.

### Esseri umani

#### Jurij Gagarin - primo uomo nello spazio
Il cosmonauta sovietico Jurij Gagarin divenne il primo essere umano a raggiungere lo spazio quando entrò in orbita terrestre sulla navetta Vostok 1 il 12 aprile 1961, un giorno che viene ricordato ancora in Russia come festa.
Gagarin in tal modo segnò una pietra miliare nella corsa allo spazio. L'opinione pubblica mondiale ebbe un'impressione fortissima dalla prima missione umana nello spazio, percepita come l'inizio di una nuova epoca dell'umanità: l'era spaziale.

#### Dopo Gagarin
Dopo la missione spaziale di Gagarin, sovietico, fu la volta di uno statunitense: con la missione Freedom 7, il 5 maggio 1961 Alan Shepard entrò nello spazio sub orbitale e John Glenn con la missione Friendship 7 divenne in seguito il primo statunitense a orbitare con successo attorno alla Terra, completando tre orbite il 20 febbraio 1962.
I sovietici effettuarono il primo volo con due navicelle spaziali in contemporanea nell'agosto 1962. Fu la sovietica Valentina Tereškova, la prima donna nello spazio lanciata il 16 giugno 1963 con la navetta Vostok 6 (seguita a distanza di anni da Svetlana Evgen'evna Savickaja, che portò a termine la prima passeggiata spaziale femminile e solo nel 1983 dalla statunitense Sally Ride in una missione dello Space Shuttle). Korolëv inizialmente pianificò ulteriori missioni Vostok più lunghe, ma a seguito dell'annuncio del Programma Apollo, il premier Chruščёv richiese nuovi traguardi da raggiungere. Venne quindi inviata la prima navetta con più di una persona di equipaggio, la Voschod 1, una versione modificata della Vostok, il 12 ottobre 1964 con i cosmonauti Komarov, Feoktistov e Yegorov. Questo volo fu anche il primo in cui l'equipaggio non indossò le tute spaziali.
Aleksej Archipovič Leonov, della Voschod 2, lanciato il 18 marzo 1965 effettuò la prima passeggiata spaziale della storia. La missione terminò col rischio di un disastro; Leonov per poco non fallì il ritorno nella capsula a causa di un problema ai retrorazzi, e l'atterraggio avvenne a circa 1600 km dal luogo prestabilito.

## Missioni lunari
I traguardi raggiunti dai sovietici e dagli statunitensi portarono moltissimo orgoglio nazionale a entrambe le nazioni, ma l'obiettivo della corsa allo spazio divenne l'invio di un uomo sulla Luna. Prima di questo traguardo, l'esplorazione del satellite venne effettuata tramite sonde senza equipaggio, che fotografarono la sua superficie.

### Sonde senza equipaggio
Dopo il successo sovietico del primo satellite artificiale, gli statunitensi concentrarono gli sforzi nell'invio di una sonda sulla Luna. Il primo tentativo statunitense fu rappresentato dal programma Pioneer. I sovietici incominciarono il Programma Luna, con l'invio della sonda Luna 1 il 4 gennaio 1959, la prima sonda ad avvicinarsi alla Luna. La sonda successiva, Luna 2 venne lanciata il 12 settembre 1959 e fu la prima ad arrivare sulla Luna senza però inviare immagini perché si schiantò al suolo. La prima sonda a eseguire un atterraggio morbido (cioè controllato) e a inviare foto dalla superficie lunare fu Luna 9 nel 1966. Gli statunitensi affiancarono al programma Pioneer altri tre programmi: il Programma Ranger, il Programma Lunar Orbiter e il Programma Surveyor, con lo scopo di individuare luoghi adatti per l'atterraggio delle capsule Apollo.

### Atterraggio lunare

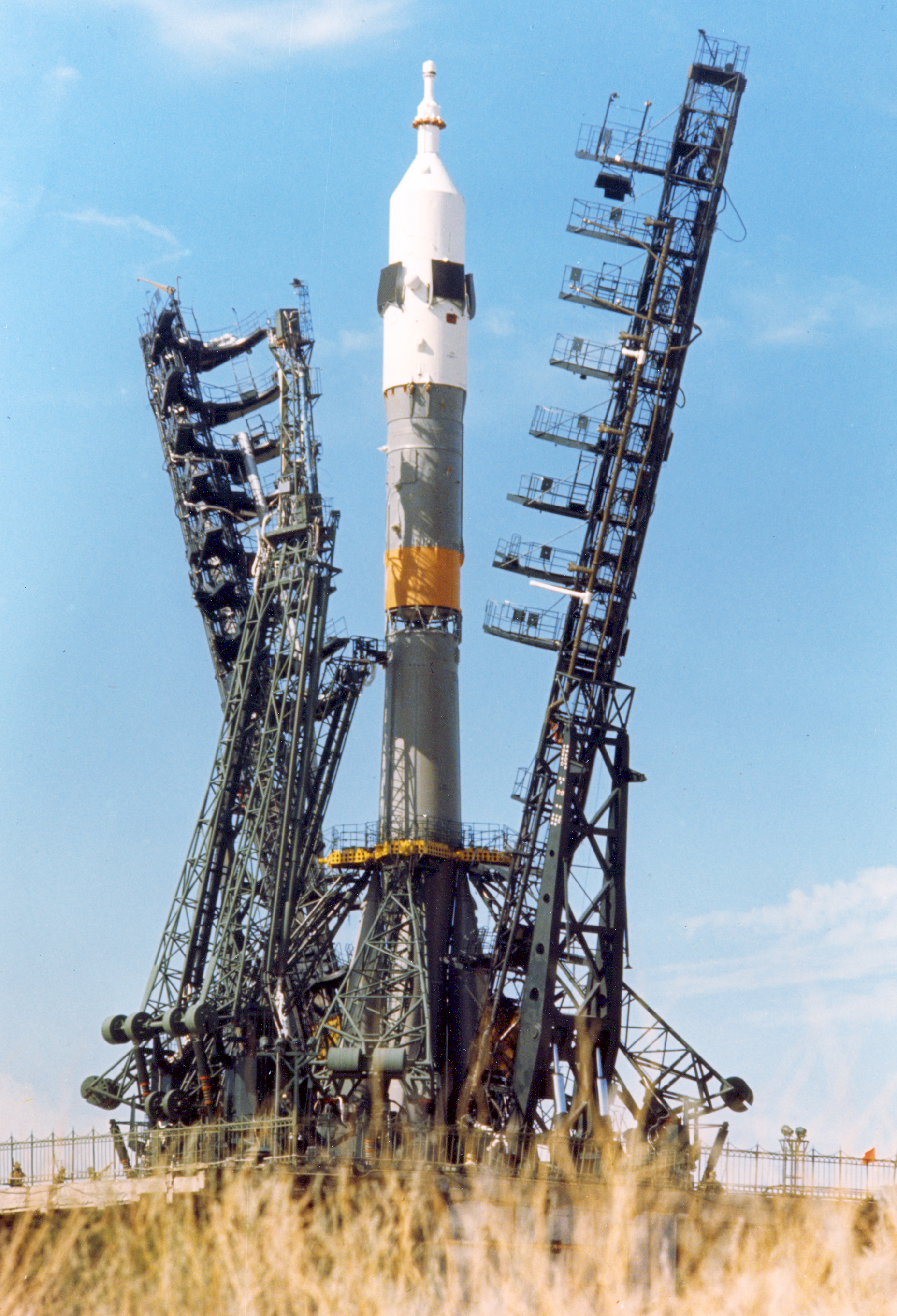
I razzi Sojuz sovietici come quello rappresentato sopra divennero i primi mezzi affidabili per raggiungere l'orbita terrestre

Il presidente degli Stati Uniti John Fitzgerald Kennedy e il vice presidente Johnson cercarono un progetto che catturasse l'immaginazione collettiva. Il Programma Apollo raggiungeva molti di questi obiettivi e riuscì a sconfiggere le argomentazioni dei politici di sinistra (che erano favorevoli ai programmi sociali) e di destra (che invece preferivano un progetto più militare). I vantaggi del programma Apollo comprendevano benefici economici a molti stati che sarebbero stati importanti nelle successive elezioni, la chiusura del gap missilistico affermato da Kennedy durante la campagna elettorale del 1960 attraverso la tecnologia dual-use e benefici tecnologici e scientifici.
L'Unione Sovietica mostrò un atteggiamento molto ambivalente sul progetto di portare un uomo sulla Luna. Il presidente Chruščёv non volle essere "sconfitto" dai rivali e neppure accettare i dispendi economici di un tale programma. Nell'ottobre 1963 egli affermò che "non si stanno pianificando dei voli di cosmonauti sulla Luna", ma non affermò neppure che si sarebbe ritirato dalla corsa allo spazio. Passò un anno prima che i sovietici incominciassero i tentativi per un atterraggio lunare.
Nel dicembre del 1968, gli astronauti statunitensi James Lovell, Frank Borman e William Anders orbitarono per la prima volta attorno alla Luna, oltre a festeggiare per la prima volta nello spazio il Natale e rientrarono in sicurezza sulla Terra.
Kennedy propose dei programmi congiunti, come un atterraggio lunare di astronauti statunitensi e cosmonauti sovietici e satelliti meteorologici migliorati, ma Chruščëv, interpretandolo come un tentativo di sottrarre all'Unione Sovietica la superiore tecnologia spaziale, rifiutò. Sergej Pavlovič Korolëv e l'Agenzia Russa dell'Aeronautica e Spaziale, incominciarono a proporre il razzo N1 assieme alla navicella spaziale Sojuz e al modulo lunare LK come veicoli in grado di portare un equipaggio sulla Luna. Chruščëv indirizzò la progettazione per raggiungere nuovi traguardi attraverso la modifica della tecnologia Vostok esistente, mentre un secondo team incominciò a progettare un nuovo vettore (il Proton) e una nuova navetta (la Zond) per un volo cislunare.
Nel 1964 il nuovo governo sovietico fornì supporto a Korolëv per la destinazione lunare, ponendo tutti i progetti con equipaggio umano sotto la sua direzione. Con la morte di Korolëv e il fallimento del primo lancio della navetta Sojuz nel 1967 la coordinazione sovietica del programma lunare venne rapidamente alla luce. La prima scelta di Korolëv per la destinazione lunare era ricaduta su Vladimir Michajlovič Komarov, che tuttavia perse la vita nell'incidente della Sojuz 1 nel 1967. I candidati successivi furono Jurij Gagarin e Aleksej Archipovič Leonov ma con la morte di Gagarin e i successivi fallimenti nei lanci del vettore N-1 del 1969, i progetti di un atterraggio umano furono prima rinviati e in seguito cancellati.

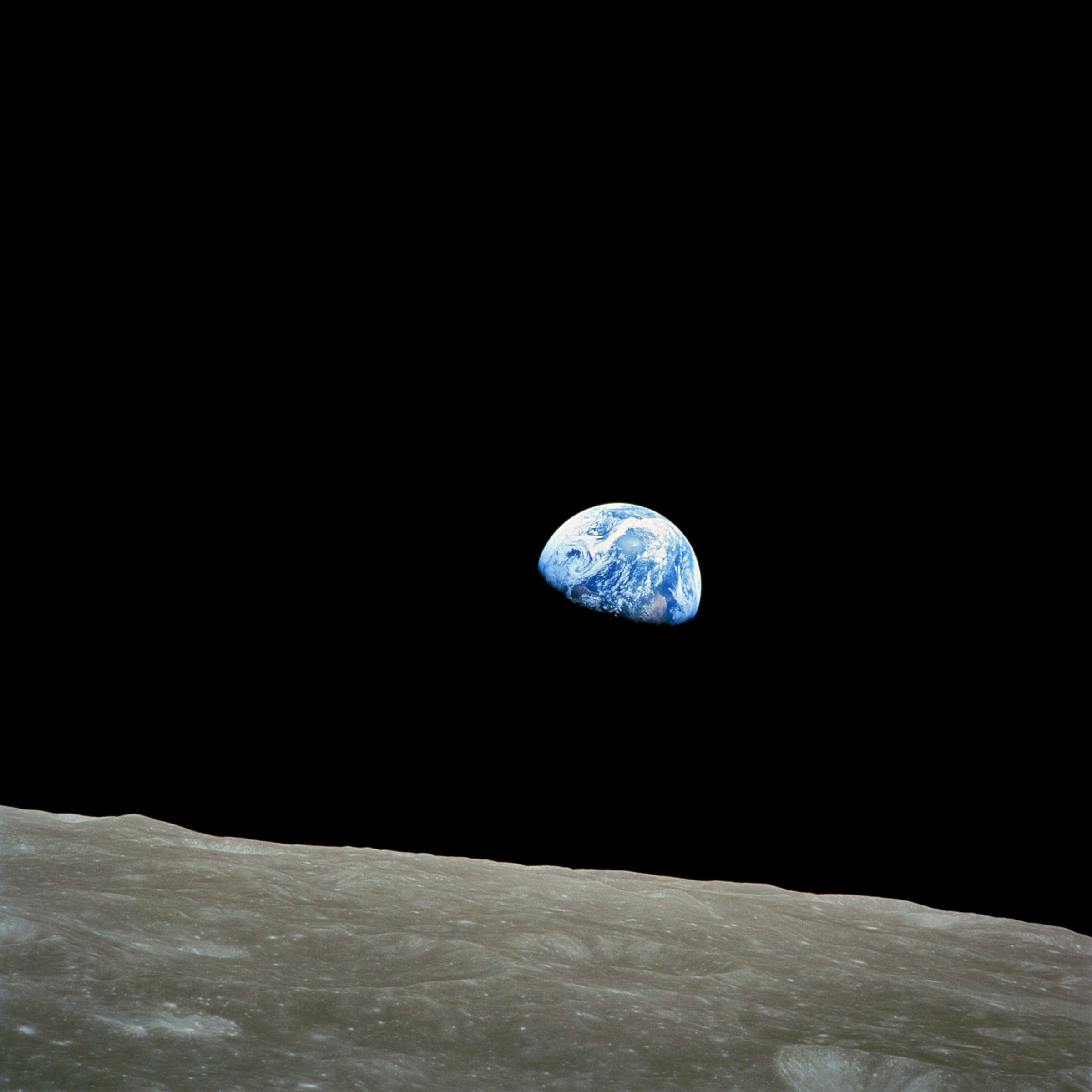
Terra che sorge, 24 dicembre 1968 (NASA)

Mentre le sonde senza equipaggio sovietiche Zond 5 e Zond 6 furono le prime a raggiungere il satellite e a tornare sulla Terra, l'astronauta statunitense Neil Armstrong fu la prima persona a mettere piede sulla Luna il 20 luglio 1969. Comandante della missione Apollo 11, Armstrong ricevette il supporto del pilota del modulo di comando Michael Collins e del pilota del modulo lunare Buzz Aldrin in un evento seguito da più di cinquecento milioni di persone in tutto il mondo. L'atterraggio sulla Luna venne interpretato come uno dei momenti più significativi del ventesimo secolo e le parole di Armstrong sono state memorabili:
(Neil Armstrong)
I sovietici cercarono di recuperare in parte il prestigio inviando sulla Luna nel 1970 la sonda Luna 16, che riportò sulla Terra campioni di suolo lunare.
Altro programma sovietico di successo fu il Lunochod, che riuscì a far atterrare due rover telecomandati sulla superficie lunare.

## Altri successi

### Prime stazioni spaziali
L'Unione Sovietica inviò nell'aprile 1971 la prima stazione spaziale in orbita attorno alla Terra, la Saljut 1. Nel maggio 1973 fu la volta degli Stati Uniti, che inviarono in orbita lo Skylab.

### Missioni su altri pianeti

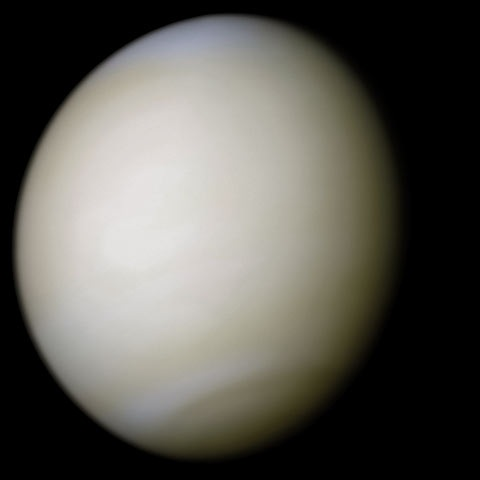
Venere divenne il primo pianeta a essere sorvolato da una sonda il 14 dicembre 1962

L'Unione Sovietica inviò con successo le prime sonde verso Venere e Marte nel 1960. La prima sonda a effettuare un sorvolo con successo di Venere fu lo statunitense Mariner 2 il 14 dicembre 1962, inviando dati sorprendenti sulla temperatura elevatissima e la densità dell'atmosfera venusiana.
La sonda sovietica Venera 7, lanciata nel 1971 divenne la prima sonda a effettuare un atterraggio morbido su Venere (Venera 3 si era schiantata sul suolo del pianeta) e Venera 9 la prima a inviare una foto dalla superficie di un altro pianeta. Venera 9 fu anche la prima sonda a entrare in orbita attorno a Venere. Le altre sonde del programma sovietico Venera effettuarono sorvoli e tentarono di atterrare.
La sonda statunitense Mariner 10 fu la prima a raggiungere il pianeta Mercurio nel 1974, dopo avere sorvolato Venere durante il suo viaggio.
Nel 1965 gli Stati Uniti inviarono la sonda Mariner 4 su Marte, la prima a effettuare un sorvolo del pianeta rosso e a trasmettere le prime immagini. La sonda Mariner 9 fu la prima a entrare in orbita intorno a Marte nel 1971. La prima sonda ad atterrare sulla superficie del pianeta, ancora nel 1971, fu invece la sovietica Mars 3 che tuttavia non inviò immagini. Le prime fotografie dalla superficie invece giunsero sulla Terra dalla statunitense Viking nel 1976.
La sonda Pioneer 10 effettuò un sorvolo di Giove nel 1973 e la Pioneer 11 di Saturno nel 1979, mentre la Voyager 2 fu la prima sonda a sorvolare Urano nel 1986 e Nettuno nel 1989.

## Allentamento della corsa allo spazio

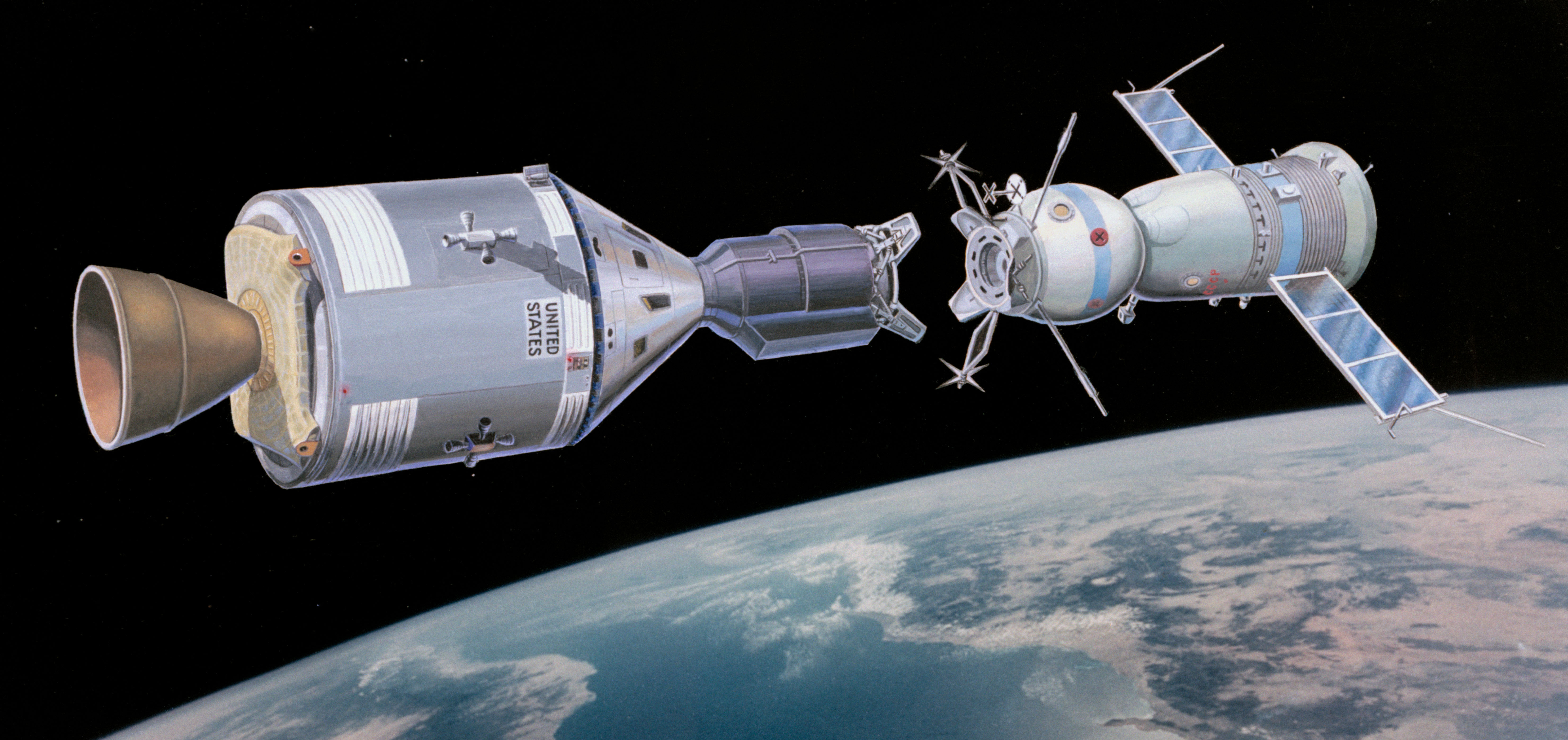
Il programma test Apollo-Sojuz delle sonde Apollo e Sojuz costituisce il termine della corsa spaziale

Mentre il lancio dello Sputnik 1 fu sicuramente l'evento che innescò la corsa spaziale, la sua fine non è determinabile con altrettanta precisione. Anche se dopo l'Apollo 11 ci furono altri cinque atterraggi umani sulla Luna, gli scienziati statunitensi si concentrarono in altri settori, in particolare il progetto Skylab e la preparazione dello Space Shuttle. Mentre i sovietici potrebbero affermare che la corsa è stata vinta dall'Unione Sovietica con l'invio del primo uomo nello spazio, gli statunitensi potrebbero ribattere di aver vinto la competizione con lo sbarco sulla Luna. In ogni caso, man mano che la guerra fredda incominciò a rallentare e mentre anche altre nazioni incominciarono a sviluppare dei programmi spaziali, il concetto di "competizione" tra le due superpotenze divenne sempre più debole e anzi si trasformò in una discreta collaborazione, al fine di dimezzare le spese.
Entrambe le nazioni svilupparono dei programmi spaziali umani militari; lo USAF propose l'uso dei missili Titan per il lancio del veicolo ipersonico Boeing X-20 per intercettare i satelliti nemici. In seguito i piani per un laboratorio orbitante con equipaggio cancellarono i progetti dell'X-20, ma anche questi vennero a loro volta annullati. Un analogo progetto di stazione spaziale militare fu incominciato dall'Unione Sovietica, che infine venne unito al progetto Saljut. La corsa spaziale rallentò dopo l'atterraggio dell'Apollo, che secondo alcuni osservatori rappresentò l'apice o la fine della competizione. Altri, come Carole Scott, storica dell'esplorazione spaziale, e Florin Pop stabiliscono invece il termine della corsa allo spazio con la missione congiunta Apollo-Sojuz, dove la navetta Sojuz 19 si agganciò con la capsula Apollo nel 1975, permettendo agli astronauti "rivali" di visitare l'altra navetta e partecipare assieme a esperimenti.
Anche quando venne raggiunto un tale livello di collaborazione, la leadership sovietica venne messa in allarme dal coinvolgimento dell'aeronautica militare statunitense con il programma Space Shuttle e avviò i progetti analoghi chiamati Buran e Energia. All'inizio degli anni '80 con l'avvio della Strategic Defense Initiative statunitense si verificò un'ulteriore escalation di competizione che si risolse solo con il collasso del blocco orientale nel 1989.

## Traguardi
| Data              | Traguardo | Nazione        | Nome missione               |
| ----------------- | --- | -------------- | --------------------------- |
| 21 agosto 1957    | Missile balistico intercontinentale (ICBM) | URSS           | R-7 Semërka SS-6 Sapwood    |
| 4 ottobre 1957    | Satellite artificiale (terrestre) | URSS           | Sputnik 1                   |
| 3 novembre 1957   | Animale in orbita, cagnetta Laika | URSS           | Sputnik 2                   |
| 31 gennaio 1958   | Rilevazione delle fasce di van Allen | USA-ABMA       | Explorer 1                  |
| 18 dicembre 1958  | Satellite per telecomunicazioni | USA-ABMA       | Progetto SCORE              |
| 4 gennaio 1959    | Satellite artificiale in orbita eliocentrica                                                                                                  | URSS           | Luna 1                      |
| 4 gennaio 1959    | Lancio di una sonda verso la Luna | URSS           | Luna 1                      |
| 17 febbraio 1959  | Satellite meteorologico | USA-NASA       | Vanguard 2                  |
| Giugno 1959       | Satellite spia | U.S. Air Force | Discoverer 4                |
| 7 agosto 1959     | Immagine della Terra dallo Spazio | USA-NASA       | Explorer 6                  |
| 14 settembre 1959 | Atterraggio di una sonda sulla Luna | URSS           | Luna 2                      |
| 7 ottobre 1959    | Immagine del lato nascosto della Luna | URSS           | Luna 3                      |
| 11 marzo 1960     | Sonda lanciata verso il Sole | USA-NASA       | Pioneer 5                   |
| 20 agosto 1960    | Ritorno di animali vivi sulla Terra (i cani Belka e Strelka)                                                                                  | URSS           | Sputnik 5                   |
| 12 aprile 1961    | Primo essere umano nello spazio (Jurij Gagarin)                                                                                               | URSS           | Vostok 1                    |
| 10 luglio 1962    | Satellite per telecomunicazioni lanciato per un consorzio privato                                                                             | USA-AT&T       | Telstar                     |
| 29 settembre 1962 | Primo satellite artificiale di una non-superpotenza, lanciato in orbita da una base statunitense con il razzo vettore statunitense Thor-Agena | Canada         | Alouette 1                  |
| 16 giugno 1963    | Prima donna nello spazio Valentina Tereškova                                                                                                  | URSS           | Vostok 6                    |
| 12 ottobre 1964   | Lancio con equipaggio plurimo | URSS           | Voschod 1                   |
| 15 dicembre 1964  | Primo satellite artificiale italiano, una non-superpotenza, lanciato in orbita con il razzo vettore Scout                                     | Italia         | San Marco 1                 |
| 18 marzo 1965     | Attività extra-veicolare | URSS           | Voschod 2                   |
| 26 novembre 1965  | Primo satellite artificiale lanciato da una non-superpotenza con un proprio razzo                                                             | Francia        | Asterix                     |
| 15 dicembre 1965  | Rendezvous orbitale | USA-NASA       | Gemini 6A/Gemini 7          |
| 1º marzo 1966     | Sonda spaziale che atterra su un altro pianeta - Venere                                                                                       | URSS           | Venera 3                    |
| 3 aprile 1966     | Prima sonda spaziale in orbita attorno alla Luna                                                                                              | URSS           | Luna 10                     |
| 16 marzo 1966     | Rendezvous con aggancio | USA-NASA       | Gemini 8                    |
| 24 dicembre 1968  | Orbita lunare con equipaggio | USA-NASA       | Apollo 8                    |
| 16 gennaio 1969   | Attracco orbitale di due equipaggi umani con cambio di equipaggio                                                                             | URSS           | Sojuz 4 e Sojuz 5           |
| 20 luglio 1969    | Primi esseri umani sulla Luna Neil Armstrong e Buzz Aldrin                                                                                    | USA-NASA       | Apollo 11                   |
| 17 novembre 1969  | Rover controllato dalla Terra | URSS           | Lunochod                    |
| 24 settembre 1970 | Sonda automatizzata con prelievo di campioni di terreno lunare                                                                                | URSS           | Luna 16                     |
| 23 aprile 1971    | Stazione spaziale | URSS           | Salyut 1                    |
| 14 novembre 1971  | Sonda spaziale in orbita attorno a un altro pianeta - Marte                                                                                   | USA-NASA       | Mariner 9                   |
| 2 dicembre 1971   | Primo atterraggio di una sonda spaziale su Marte                                                                                              | URSS           | Mars 3                      |
| 9 novembre 1972   | Satellite per telecomunicazioni geostazionario                                                                                                | Canada-BCE     | Anik A1                     |
| 15 luglio 1975    | Missione congiunta USA-URSS | URSS USA-NASA  | Programma test Apollo-Sojuz |

## Le tappe principali
| Stato    | Anno | Obiettivo raggiunto                                | Missione  |
| -------- | ---- | -------------------------------------------------- | --------- |
| URSS     | 1957 | Primo satellite a orbitare attorno alla terra      | Sputnik 1 |
| URSS     | 1957 | Primo essere vivente a orbitare attorno alla terra | Sputnik 2 |
| URSS     | 1959 | Prima sonda a raggiungere la luna                  | Luna 2    |
| URSS     | 1960 | Primi animali a tornare vivi sulla Terra           | Sputnik 5 |
| URSS     | 1961 | Primo uomo nello spazio                            | Vostok 1  |
| URSS     | 1963 | Prima donna nello spazio                           | Vostok 6  |
| URSS     | 1965 | Prima attività extraveicolare                      | Voschod 2 |
| USA-NASA | 1969 | Primo uomo sulla luna                              | Apollo 11 |
| URSS     | 1969 | Primo rover spaziale                               | Lunochod  |
| URSS     | 1971 | Prima stazione spaziale                            | Salyut 1  |

## Organizzazione, finanziamento e impatto economico
Le enormi risorse e la burocrazia necessaria per organizzare un programma spaziale portarono alla creazione delle agenzie spaziali nazionali. Il 29 luglio 1958 il presidente Eisenhower firmò il National Aeronautics and Space Act che costituì la National Aeronautics and Space Administraton (NASA). Quando incominciò le proprie operazioni il 1º ottobre 1958, la NASA era costituita principalmente da quattro laboratori e 8 000 impiegati dell'agenzia di ricerca aeronautica del governo vecchia di 46 anni, la National Advisory Committee for Aeronautics (NACA). Mentre la NACA operava con un budget di circa 5 milioni di dollari, i finanziamenti alla nuova agenzia NASA crebbero rapidamente fino a 5 miliardi di dollari, tra cui le enormi somme per i subcontractor del settore privato. L'allunaggio dell'Apollo 11, il momento di maggiore successo della NASA, costò dai 20 a 25 miliardi di dollari.
La mancanza di statistiche affidabili rende difficile la comparazione delle spese spaziali di Stati Uniti e Unione Sovietica, specialmente durante gli anni di Chruščёv. Tuttavia nel 1989 l'allora Capo delle forze armate sovietiche generale M. Moiseyev affermò che l'Unione Sovietica aveva stanziato circa 6,9 miliardi di rubli (circa quattro miliardi di dollari) nel budget annuale del programma spaziale.
I problemi organizzativi, in particolare le rivalità interne, danneggiarono gli sforzi sovietici, che non avevano a quell'epoca un'agenzia spaziale (la Roscosmos venne costituita solo negli anni novanta). Troppi furono i problemi politici e le visioni personali che rallentarono i progressi sovietici. Ogni responsabile della progettazione sosteneva la propria posizione cercando la protezione di un ufficiale comunista. Nel 1964, tra i vari progettisti, l'Unione Sovietica aveva sviluppato 30 diversi programmi di vettori e navette. Dopo la morte di Korolëv il programma sovietico divenne reattivo, mantenendo la parità con gli Stati Uniti. Nel 1974 i sovietici riorganizzarono il programma spaziale, avviando il Programma Buran per avere un veicolo analogo allo Space Shuttle statunitense.
I sovietici dovettero operare in condizioni economiche svantaggiose. Anche se l'economia sovietica era la seconda al mondo, le inefficienze nell'organizzazione e le mancanze di fondi portarono alla perdita dell'iniziale vantaggio conquistato sugli statunitensi. Alcuni osservatori hanno sostenuto che i costi per la corsa allo spazio, assieme a quelli (ancora maggiori) per la corsa agli armamenti, aggravarono la crisi economica sovietica nella fine degli anni settanta e gli anni ottanta e furono uno dei fattori che provocò il collasso dell'Unione Sovietica.

### Decessi
Quando l'Apollo 15 lasciò la superficie lunare, venne posto un monumento per gli astronauti di entrambe le nazioni che persero la vita negli sforzi della corsa allo spazio. Negli Stati Uniti i primi astronauti a morire furono il comandante Gus Grissom, il pilota Edward White e il pilota Roger Chaffee nell'incendio all'interno della capsula dell'Apollo 1, durante un test a terra, il 27 gennaio 1967.
I voli sovietici della Sojuz 1 e la Sojuz 11 ebbero delle vittime. La Sojuz 1, lanciata in orbita terrestre il 23 aprile 1967, trasportava un singolo cosmonauta, il colonnello Vladimir Komarov, che perse la vita quando non aprendosi il paracadute, la capsula si schiantò durante l'atterraggio sulla Terra. Nel 1971, i cosmonauti della Sojuz 11 Georgij Timofeevič Dobrovol'skij, Viktor Ivanovič Pacaev e Vladislav Nikolaevič Volkov in orbita terrestre morirono asfissiati durante il rientro. Dal 1971 il programma spaziale sovietico non ebbe altre vittime.
Altri astronauti morirono in missioni secondarie, come i due statunitensi Elliot See e Charles Bassett, che persero la vita nell'incidente del loro velivolo Northrop T-38 Talon nel 1966 e il sovietico Jurij Gagarin, il primo uomo a raggiungere lo spazio, che incontrò la morte nello schianto del suo aereo MiG-15 nel 1968.
Centinaia furono le vittime causate dall'esplosione di due razzi N1, ma all'epoca, gli incidenti non furono resi noti al pubblico. Molte persone considerano la catastrofe di Nedelin del 1960 il peggior disastro dell'esplorazione spaziale, quando il razzo R-16 si accese prematuramente mentre era ancora sulla rampa di decollo. La tossicità del combustibile e il fuoco uccisero quasi tutte le persone che erano attorno al razzo in quell'istante (con l'eccezione del progettista Valentin Glushko e alcuni suoi assistenti).